# Noyant-la-Plaine
Noyant-la-Plaine là một xã thuộc tỉnh Maine-et-Loire trong vùng Pays de la Loire phía tây nước Pháp. Xã này nằm ở khu vực có độ cao trung bình 76 mét trên mực nước biển.